# Георги Близнашки
Георги Петков Близнашки е български учен, юрист и политик, в периода 6 август – 7 ноември 2014 година е служебен министър-председател на Република България. Професор по конституционно право.

## Биография

### Произход и образование
Роден е на 4 октомври 1956 година в село Скравена, Ботевградско. Възпитаник е на Първа английска езикова гимназия в София. Завършва право в Софийския университет „Климент Охридски“ през 1982 година. След защита на дисертация на тема „Постоянните комисии на Народното събрание“ през 1988 година, получава научната степен „кандидат на науките“ (днес „доктор“). Има специализации във Великобритания и Русия.
Владее свободно английски и руски език.

### Научна кариера
Преподавател е в Юридическия факултет на СУ: асистент (1983), доцент (2003), професор (2009) по конституционно право.
Преподава и в други висши училища, сред които са: Нов български университет (София), Варненски свободен университет „Черноризец Храбър“ и ЮЗУ „Неофит Рилски“ (Благоевград).

### Политическа кариера

#### БСП и Европейски парламент
Ръководи организацията на БСП в София, в началото на 90-те години. Бил е член на Висшия съвет на БСП.
Като представител на Коалиция за България е наблюдател (26 август 2005 – 31 декември 2006) и депутат (1 януари – 5 юни 2007) в Европейския парламент, където е член на Конституционната комисия и на Комисията по вътрешния пазар и защита на потребителите.
През февруари 2014 година оглавява Инициативния комитет за произвеждане на референдум за изборна реформа.
На 7 март същата година със свое решение Националният съвет на БСП прекратява членството му в БСП „за уронване престижа на партията, системно нарушаване на уставните норми, състоящо се в публични изявления и действия срещу партийната политика и партийните решения и за саботиране на обществената подкрепа на решенията на партийните органи в полза на друга политическа сила“. Със същото решение от БСП са изключени Георги Първанов, Румен Петков, Евгений Желев, Росица Янакиева, Ивета Станкова–Пенкова.

#### Министър-председател
Назначен е с указ № 200 на президента Росен Плевнелиев за служебен министър-председател на България от 6 август 2014 до 7 ноември 2014 година.

## Творчество
Автор е на повече от 70 научни труда на конституционноправна тематика – монографии, студии и статии, сред които са книгите:
- „Парламентарното управление в България“ (1995)
- „Принципи на парламентарното управление“ (1997)
- „Формата на държавата. Съвременни конституционни измерения“ (1999)
- „Конституционализъм и демокрация“ (2009)
- Парламентарно право.   София, Университетско издателство "Свети Климент Охридски", 2015.
- Общо учение за конституцията.   София, Университетско издателство "Свети Климент Охридски", 2019.
- Конституционно право. Т. I: Принципи.   София, Университетско издателство "Свети Климент Охридски", 2020.
- Конституционно право. Т. II: Институции.   София, Университетско издателство "Свети Климент Охридски", 2025.